# USS Apogon (SS-308)
USS Apogon (SS-308) — підводний човен військово-морських сил США типу «Балао», споруджений під час Другої світової війни.
Човен спорудили на належній військово-морським силам США верфі Portsmouth Naval Shipyard у Кіттері, штат Мен. Після проходження випробувань біля узбережжя Нової Англії, Apogon 13 вересня 1943-го вирушив на Гаваї та 11 жовтня прибув до Перл-Гарбору, де увійшов до складу Тихоокеанського флоту.

## Походи
Всього човен здійснив вісім бойових походів

### 1-й похід
3 листопада 1943-го Apogon вирушив для дій на комунікації, котра вела від островів Трук (головна передова база японського флоту, звідки провадились операції та здійснювалось постачання гарнізонів у цілому ряді тихоокеанських архіпелагів) на схід до найважливішого опорного пункту японців на Маршаллових островах — атолу Кваджалейн. Таке завдання було частиною призначеної на листопад операції по оволодінню островами Гілберта, розташованими ще далі на схід від Маршаллових. На початку грудня в районі острова Понпеї (сімсот кілометрів на схід від Трука) Apogon потопив переобладнаний канонерський човен Дайдо-Мару, а 18 грудня завершив похід на острові Мідвей.

### 2-й похід
Відвідавши Перл-Гарбор для проведення ремонтних робіт та навчань, Apogon вирушив 15 січня 1944-го до району Маріанських островів. Тут він здійснив напад на ворожий конвой та претендував на потоплення двох суден, проте у підсумку підтверджень цьому не знайшлось. 9 березня човен повернувся до Перл-Гарбору.

### 3-й похід
2 квітня 1944-го човен вирушив до визначеного йому району бойових дій, котрий знаходився на південь від Японських островів. Збільшити бойовий рахунок Apogon не вдалось, а завершенням походу стало прибуття 22 травня на базу на атолі Маджуро (один з Маршаллових островів, захоплений в січні 1944 року).

### 4-й похід
На початку червня 1944-го Apogon у складі «вовчої зграї» «Міккі Фінз», до якої також входили підводні човни Guardfish, Thresher та Piranha, відбув для бойових дій між островом Формоза (Тайвань) та Філіппінами (цей район був відомий під неофіційною назвою «Конвой Коллідж»). 12 липня виявили великий конвой. Під час підготовки до атаки одне з японських суден помітило Apogon, довернуло та таранило човен. Останній втратив перископ, а радар вийшов з ладу, що змусило передчасно повернутись до Перл-Гарбору, куди човен прибув 26 липня 1944-го. Apogon став єдиним учасником «Міккі Фінз», який не досягнув успіху, тоді як інші човни зі складу «вовчої зграї» атакували кілька конвоїв та потопили вісім суден загальним тоннажем 41 тисяча тонн.

### 5-й похід
Пройшовши ремонт із заміною перископа та кількох інших вузлів, човен 12 вересня 1944-го вирушив до району Курильських островів. 23 вересня в районі за 1200 км на схід від Токіо він артилерійським вогнем потопив переобладнане патрульне судно Choyo Maru No.6. До кінця місяця Apogon встиг знищити одне вантажне судно в Охотському морі на північний захід від острова Ітуруп, проте подальші дії виявились безрезультатними і 28 жовтня човен повернувся на атол Мідвей.

### 6-й похід
Тривав з 20 листопада 1944-го до 5 січня 1945-го, при цьому патрулювання знову відбувалось в районі Курильських островів. Збільшити бойовий рахунок не вдалось (хоча Apogon претендував на пошкодження танкера), а після повернення до Перл-Гарбору човен відправили для капітального ремонту на верфі Mare Island Naval Shipyard у Вальєхо (Каліфорнія).

### 7-й похід
Тривав з 28 травня по 14 липня 1945-го та знову був пов'язаний із Охотським морем. Тут в районі на північний захід від Парамушира під час атаки на конвой Apogon знищила вантажне судно та переобладнане патрульне судно Kusonoki Maru No.2. 2 липня за два з половиною десятки кілометрів на захід від острова Онекотан човен вступив у артилерійський бій з двома малими кораблями, застосувавши передусім зенітну артилерію. Після зближення на дистанцію меншу за 1 км виявилось, що головна 127-мм гармата не може наразі вести вогонь через проблеми із заряджанням, а цілі є патрульними кораблями. Apogon розвернувся та почав відходити, у підсумку відірвавшись від супротивника. Цей бій човен вів з допоміжними мисливцями за підводними Cha 58 та Cha 65 (пережили війну). 14 липня 1945-го Apogon повернувся на Мідвей.

### 8-й похід
Почався 7 серпня та тривав до капітуляції Японії 14 серпня 1945 року. Зустрічей з ворогом човен не мав і 2 вересня повернувся до Перл-Гарбора.

## Післявоєнна доля
У першій половині 1946-го Apogon переобладнали в межах підготовки до випробувань атомної зброї (операція «Кросроудс»). 31 травня він прибув на атол Бікіні (Маршаллові острови) та 25 липня 1946-го був потоплений під час випробування «Бейкер».

## Бойовий рахунок
| Дата       | Назва              | Тип                                | Тоннаж | Місце            |
| 04.12.1943 | Дайдо Мару         | переобладнаний канонерський човен  | 2962   | 8°15'N 159°06'E  |
| 23.09.1944 | Choyo Maru No.6    | переобладнаний патрульний корабель | 400    | 34°57´N 154°44´E |
| 27.09.1944 | Хатрирогама Мару   | вантажне                           | 1999   | 46°32'N 146°48'E |
| 18.06.1945 | Хакуай Мару        | транспорт                          | 2614   | 50°30'N 155°01'E |
| 18.06.1945 | Kusonoki Maru No.2 | переобладнаний патрульний корабель |        | 50°30´N 155°01´E |